# Футбол на летних Олимпийских играх 2016 (мужчины)
Мужской турнир по футболу на летних Олимпийских играх 2016 года прошёл с 4 по 20 августа. Впервые в истории Бразилия стала победителем Олимпийских игр. Первые матчи традиционно состоялись ещё до официального открытия Игр. В олимпийском турнире приняли участие 16 команд, разбитых на 4 группы. Матчи прошли на 7-ми стадионах в 6-ти городах Бразилии.
В мужском турнире приняли участие сборные, составленные из игроков не старше 23 лет (родившиеся после 1 января 1993 года). Также в заявку могли войти не более 3-х футболистов старше этого возраста.

## Медалисты
| Золото | Серебро | Бронза |
| Бразилия · Вевертон · Вильям · Габриел · Габриэл Жезус · Дуглас Сантос · Зека · Луан · Луан Гарсия · Маркиньос · Неймар · Рафинья · Ренато Аугусто · Родриго Доурадо · Родриго Кайо · Тиаго Майя · Уилсон · Уолас · Фелипе Андерсон | Германия · Роберт Бауэр · Ларс Бендер · Свен Бендер · Юлиан Брандт · Маттиас Гинтер · Серж Гнабри · Дэви Зельке · Никлас Зюле · Лукас Клостерман · Макс Кристиансен · Макс Майер · Филипп Макс · Нильс Петерсен · Гриша Прёмель · Джереми Тольян · Тимо Хорн · Янник Хут · Эрик Эльшлегель | Нигерия · Шеху Абдуллахи · Джуниор Аджайи · Дэниэл Акпейи · Стэнли Амузи · Эммануэл Дэниэл · Кингсли Маду · Усман Мухаммед · Джон Оби Микел · Азубуике Окечукву · Сет Синсере · Салиу Содик · Уильям Троост-Эконг · Ндифреке Удо · Амину Умар · Садик Умар · Имо Эзекиль · Сэтади Эримуя · Огенекаро Этебо |

## Квалификация
| Способ квалификации                           | Дата проведения             | Место проведения     | Сборная          |
| --------------------------------------------- | --------------------------- | -------------------- | ---------------- |
| Хозяева                                       | 2 октября 2009              | Дания                | Бразилия         |
| Чемпионат Южной Америки 2015 (до 20 лет)      | 14 января — 7 февраля 2015  | Уругвай              | Аргентина        |
| Чемпионат Европы 2015 (до 21 года)            | 17 июня — 30 июня 2015      | Чехия                | Швеция           |
| Чемпионат Европы 2015 (до 21 года)            | 17 июня — 30 июня 2015      | Чехия                | Португалия       |
| Чемпионат Европы 2015 (до 21 года)            | 17 июня — 30 июня 2015      | Чехия                | Дания            |
| Чемпионат Европы 2015 (до 21 года)            | 17 июня — 30 июня 2015      | Чехия                | Германия         |
| Тихоокеанские игры 2015 (до 23 лет)           | 3 — 17 июля 2015            | Папуа — Новая Гвинея | Фиджи            |
| Олимпийская квалификация КОНКАКАФ (до 23 лет) | 1 — 13 октября 2015         | США                  | Гондурас         |
| Олимпийская квалификация КОНКАКАФ (до 23 лет) | 1 — 13 октября 2015         | США                  | Мексика          |
| Кубок африканских наций 2015 (до 23 лет)      | 28 ноября — 12 декабря 2015 | Сенегал              | Алжир            |
| Кубок африканских наций 2015 (до 23 лет)      | 28 ноября — 12 декабря 2015 | Сенегал              | Нигерия          |
| Кубок африканских наций 2015 (до 23 лет)      | 28 ноября — 12 декабря 2015 | Сенегал              | ЮАР              |
| Чемпионат Азии 2016 (до 23 лет)               | 12 — 30 января 2016         | Катар                | Япония           |
| Чемпионат Азии 2016 (до 23 лет)               | 12 — 30 января 2016         | Катар                | Республика Корея |
| Чемпионат Азии 2016 (до 23 лет)               | 12 — 30 января 2016         | Катар                | Ирак             |
| Стыковые матчи КОНКАКАФ — КОНМЕБОЛ            | 25 — 29 марта 2016          | Колумбия · США       | Колумбия         |

## Судьи
| АФК Алиреза Фагани Фахад аль-Мирдаси Рюдзи Сато КАФ Гехад Гриша Маланг Дьедиу | КОНКАКАФ Вальтер Лопес Сесар Рамос КОНМЕБОЛ Нестор Питана Сандро Риччи Родди Самбрано | ОФК Мэттью Конгер УЕФА Антонио Матеу Лаос Сергей Карасёв Овидиу Хацеган Джюнейт Чакыр Клеман Тюрпен |

## Жеребьёвка и посев команд
Жеребьёвка соревнований прошла 14 апреля 2016 года на стадионе Маракана. Предварительно все команды были разбиты на четыре корзины. Команды из одной конфедерации не могли по результатам жеребьёвки оказаться в одной группе. Сборная Бразилии, как страна-хозяйка автоматически была квалифицирована под первым номером в группу A.
| Корзина 1     |
| ------------- |
| Бразилия (A1) |
| Аргентина     |
| Мексика       |
| Япония        |

| Корзина 2        |
| ---------------- |
| Нигерия          |
| Республика Корея |
| Гондурас         |
| Ирак             |

| Корзина 3  |
| ---------- |
| Швеция     |
| Фиджи      |
| Португалия |
| ЮАР        |

| Корзина 4 |
| --------- |
| Алжир     |
| Колумбия  |
| Дания     |
| Германия  |

## Групповой этап

### Группа A
| Поз | Команда      | И | В | Н | П | МЗ | МП | РМ | О | Квалификация     |
| --- | ------------ | - | - | - | - | -- | -- | -- | - | ---------------- |
| 1   | Бразилия (Х) | 3 | 1 | 2 | 0 | 4  | 0  | +4 | 5 | Выход в плей-офф |
| 2   | Дания        | 3 | 1 | 1 | 1 | 1  | 4  | −3 | 4 | Выход в плей-офф |
| 3   | Ирак         | 3 | 0 | 3 | 0 | 1  | 1  | 0  | 3 |                  |
| 4   | ЮАР          | 3 | 0 | 2 | 1 | 1  | 2  | −1 | 2 |                  |

| Ирак | 0:0     | Дания |
| ---- | ------- | ----- |
|      | (отчёт) |       |

| Бразилия | 0:0     | ЮАР |
| -------- | ------- | --- |
|          | (отчёт) |     |

| Дания    | 1:0     | ЮАР |
| -------- | ------- | --- |
| Сков 69′ | (отчёт) |     |

| Бразилия | 0:0     | Ирак |
| -------- | ------- | ---- |
|          | (отчёт) |      |

| Дания | 0:4     | Бразилия                                                |
| ----- | ------- | ------------------------------------------------------- |
|       | (отчёт) | Габриел Барбоза 26′, 80′ · Габриэл Жезус 40′ · Луан 50′ |

| ЮАР       | 1:1     | Ирак           |
| --------- | ------- | -------------- |
| Мотупа 6′ | (отчёт) | Абдул-Амир 14′ |

### Группа B
| Поз | Команда  | И | В | Н | П | МЗ | МП | РМ | О | Квалификация     |
| --- | -------- | - | - | - | - | -- | -- | -- | - | ---------------- |
| 1   | Нигерия  | 3 | 2 | 0 | 1 | 6  | 6  | 0  | 6 | Выход в плей-офф |
| 2   | Колумбия | 3 | 1 | 2 | 0 | 6  | 4  | +2 | 5 | Выход в плей-офф |
| 3   | Япония   | 3 | 1 | 1 | 1 | 7  | 7  | 0  | 4 |                  |
| 4   | Швеция   | 3 | 0 | 1 | 2 | 2  | 4  | −2 | 1 |                  |

| Швеция                    | 2:2     | Колумбия                         |
| ------------------------- | ------- | -------------------------------- |
| Исхак 43′ · Айдаревич 62′ | (отчёт) | Гутьеррес 17′ · Пабон 75′ (пен.) |

| Нигерия                                   | 5:4     | Япония                                                    |
| ----------------------------------------- | ------- | --------------------------------------------------------- |
| Умар 6′ · Этебо 11′, 42′, 51′ (пен.), 66′ | (отчёт) | Короки 9′ (пен.) · Минамино 13′ · Асано 70′ · Судзуки 95′ |

| Швеция | 0:1     | Нигерия  |
| ------ | ------- | -------- |
|        | (отчёт) | Умар 40′ |

| Япония                    | 2:2     | Колумбия                             |
| ------------------------- | ------- | ------------------------------------ |
| Асано 67′ · Накадзима 74′ | (отчёт) | Гутьеррес 59′ · Фудзихару 65′ (авт.) |

| Япония     | 1:0     | Швеция |
| ---------- | ------- | ------ |
| Ядзима 65′ | (отчёт) |        |

| Колумбия                        | 2:0     | Нигерия |
| ------------------------------- | ------- | ------- |
| Гутьеррес 4′ · Пабон 63′ (пен.) | (отчёт) |         |

### Группа C
| Поз | Команда          | И | В | Н | П | МЗ | МП | РМ  | О | Квалификация     |
| --- | ---------------- | - | - | - | - | -- | -- | --- | - | ---------------- |
| 1   | Республика Корея | 3 | 2 | 1 | 0 | 12 | 3  | +9  | 7 | Выход в плей-офф |
| 2   | Германия         | 3 | 1 | 2 | 0 | 15 | 5  | +10 | 5 | Выход в плей-офф |
| 3   | Мексика          | 3 | 1 | 1 | 1 | 7  | 4  | +3  | 4 |                  |
| 4   | Фиджи            | 3 | 0 | 0 | 3 | 1  | 23 | −22 | 0 |                  |

| Мексика                    | 2:2     | Германия                |
| -------------------------- | ------- | ----------------------- |
| Перальта 52′ · Писарро 62′ | (отчёт) | Гнабри 58′ · Гинтер 78′ |

| Фиджи | 0:8     | Республика Корея                                                                                 |
| ----- | ------- | ------------------------------------------------------------------------------------------------ |
|       | (отчёт) | Рю Сын У 32′, 63′, 93′ · Квон Чхан Хун 62′, 63′ · Сон Хын Мин 72′ (пен.) · Сок Хён Джун 77′, 90′ |

| Фиджи      | 1:5     | Мексика                                        |
| ---------- | ------- | ---------------------------------------------- |
| Кришна 11′ | (отчёт) | Э. Гутьеррес 48′, 56′, 58′, 73′ · Сальседо 67′ |

| Германия                       | 3:3     | Республика Корея                                      |
| ------------------------------ | ------- | ----------------------------------------------------- |
| Гнабри 33′, 90+2′ · Зельке 55′ | (отчёт) | Хван Хи Чхан 25′ · Сон Хын Мин 57′ · Сок Хён Джун 86′ |

| Германия                                                                       | 10:0    | Фиджи |
| ------------------------------------------------------------------------------ | ------- | ----- |
| Гнабри 8′, 45′ · Петерсен 14′, 33′, 40′, 63′ (пен.), 70′ · Майер 30′, 49′, 52′ | (отчёт) |       |

| Республика Корея  | 1:0     | Мексика |
| ----------------- | ------- | ------- |
| Квон Чхан Хун 77′ | (отчёт) |         |

### Группа D
| Поз | Команда    | И | В | Н | П | МЗ | МП | РМ | О | Квалификация     |
| --- | ---------- | - | - | - | - | -- | -- | -- | - | ---------------- |
| 1   | Португалия | 3 | 2 | 1 | 0 | 5  | 2  | +3 | 7 | Выход в плей-офф |
| 2   | Гондурас   | 3 | 1 | 1 | 1 | 5  | 5  | 0  | 4 | Выход в плей-офф |
| 3   | Аргентина  | 3 | 1 | 1 | 1 | 3  | 4  | −1 | 4 |                  |
| 4   | Алжир      | 3 | 0 | 1 | 2 | 4  | 6  | −2 | 1 |                  |

| Гондурас                             | 3:2     | Алжир                       |
| ------------------------------------ | ------- | --------------------------- |
| Киото 13′ · Перейра 33′ · Лосано 79′ | (отчёт) | Бендебка 68′ · Бунеджах 85′ |

| Португалия               | 2:0     | Аргентина |
| ------------------------ | ------- | --------- |
| Пасиенсия 66′ · Пите 84′ | (отчёт) |           |

| Гондурас | 1:2     | Португалия                    |
| -------- | ------- | ----------------------------- |
| Элис 1′  | (отчёт) | Фигейреду 21′ · Пасиенсия 36′ |

| Аргентина                | 2:1     | Алжир        |
| ------------------------ | ------- | ------------ |
| Корреа 47′ · Кальери 70′ | (отчёт) | Бендебка 64′ |

| Аргентина      | 1:1     | Гондурас          |
| -------------- | ------- | ----------------- |
| Мартинес 90+3′ | (отчёт) | Лосано 75′ (пен.) |

| Алжир         | 1:1     | Португалия           |
| ------------- | ------- | -------------------- |
| Бенкаблия 30′ | (отчёт) | Пасиенсия 25′ (пен.) |

## Плей-офф

### Сетка
|  | Четвертьфиналы             | Четвертьфиналы         |                                        |       | Полуфиналы        | Полуфиналы        |  |  | Финал | Финал |
|  |                            |                        |                                        |       |                   |                   |  |  |       |       |
|  | 13 августа — Сан-Паулу     |                        |                                        |       |                   |                   |  |  |       |       |
|  |                            |                        |                                        |       |                   |                   |  |  |       |       |
|  | Бразилия                   | 2                      |                                        |       |                   |                   |  |  |       |       |
|  | Бразилия                   | 2                      | 17 августа — Рио-де-Жанейро (Маракана) |       |                   |                   |  |  |       |       |
|  | Колумбия                   | 0                      |                                        |       |                   |                   |  |  |       |       |
|  | Колумбия                   | 0                      | Бразилия                               | 6     |                   |                   |  |  |       |       |
|  | 13 августа — Белу-Оризонти |                        | Бразилия                               | 6     |                   |                   |  |  |       |       |
|  |                            | Гондурас               | 0                                      |       |                   |                   |  |  |       |       |
|  | Республика Корея           | Гондурас               | 0                                      | 0     |                   |                   |  |  |       |       |
|  | Республика Корея           |                        | 20 августа — Рио-де-Жанейро (Маракана) | 0     |                   |                   |  |  |       |       |
|  | Гондурас                   | 1                      |                                        |       |                   |                   |  |  |       |       |
|  | Гондурас                   | 1                      | Бразилия (пен.)                        | 1 (5) |                   |                   |  |  |       |       |
|  | 13 августа — Салвадор      |                        | Бразилия (пен.)                        | 1 (5) |                   |                   |  |  |       |       |
|  |                            | Германия               | 1 (4)                                  |       |                   |                   |  |  |       |       |
|  | Нигерия                    | Германия               | 1 (4)                                  | 2     |                   |                   |  |  |       |       |
|  | Нигерия                    | 17 августа — Сан-Паулу |                                        | 2     |                   |                   |  |  |       |       |
|  | Дания                      | 0                      |                                        |       |                   |                   |  |  |       |       |
|  | Дания                      | 0                      | Нигерия                                | 0     |                   |                   |  |  |       |       |
|  | 13 августа — Бразилиа      |                        | Нигерия                                | 0     |                   |                   |  |  |       |       |
|  |                            | Германия               | 2                                      |       | Матч за 3-е место | Матч за 3-е место |  |  |       |       |
|  | Португалия                 | Германия               | 2                                      | 0     | Матч за 3-е место | Матч за 3-е место |  |  |       |       |
|  | Португалия                 |                        | 20 августа — Белу-Оризонти             | 0     |                   |                   |  |  |       |       |
|  | Германия                   | 4                      |                                        |       |                   |                   |  |  |       |       |
|  | Германия                   | 4                      | Гондурас                               | 2     |                   |                   |  |  |       |       |
|  |                            |                        |                                        |       |                   |                   |  |  |       |       |
|  | Нигерия                    | 3                      |                                        |       |                   |                   |  |  |       |       |
|  | Нигерия                    | 3                      |                                        |       |                   |                   |  |  |       |       |

### Четвертьфиналы
| Португалия | 0:4     | Германия                                        |
| ---------- | ------- | ----------------------------------------------- |
|            | (отчёт) | Гнабри 46′ · Гинтер 57′ · Зельке 75′ · Макс 87′ |

| Нигерия                  | 2:0     | Дания |
| ------------------------ | ------- | ----- |
| Оби Микел 16′ · Умар 59′ | (отчёт) |       |

| Республика Корея | 0:1     | Гондурас |
| ---------------- | ------- | -------- |
|                  | (отчёт) | Элис 59′ |

| Бразилия              | 2:0     | Колумбия |
| --------------------- | ------- | -------- |
| Неймар 12′ · Луан 83′ | (отчёт) |          |

### Полуфиналы
| Бразилия                                                             | 6:0     | Гондурас |
| -------------------------------------------------------------------- | ------- | -------- |
| Неймар 1′, 90+1′ · Габриэл Жезус 26′, 35′ · Маркиньос 51′ · Луан 79′ | (отчёт) |          |

| Нигерия | 0:2     | Германия                     |
| ------- | ------- | ---------------------------- |
|         | (отчёт) | Клостерман 9′ · Петерсен 89′ |

### Матч за 3-е место
| Гондурас                 | 2:3     | Нигерия                        |
| ------------------------ | ------- | ------------------------------ |
| Энтони 71′ · Перейра 86′ | (отчёт) | С. Умар 34′, 56′ · А. Умар 49′ |

### Финал
| Бразилия                                               | 1:1 (доп. вр.) | Германия                                   |
| ------------------------------------------------------ | -------------- | ------------------------------------------ |
| Неймар 26′                                             | (отчёт)        | Майер 54′                                  |
| Пенальти                                               |                |                                            |
| Р. Аугусто · Маркиньос · Р. Алькантара · Луан · Неймар | 5:4            | Гинтер · Гнабри · Брандт · Зюле · Петерсен |

## Бомбардиры
Лучшие бомбардиры на Олимпийских играх:
1.  Серж Гнабри — 6 мячей.
1.  Нильс Петерсен — 6 мячей.
3.  Эрик Гутьеррес — 4 мяча.
3.  Огенекаро Этебо — 4 мяча.
3.  Садик Умар — 4 мяча.
3.  Неймар — 4 мяча.
3.  Макс Майер — 4 мяча.